# Cobitis rarus
Cobitis rarus es una especie de peces de la familia Cobitidae en el orden de los Cypriniformes.